# WaterTower Music
WaterTower Music, tidigare New Line Records, är ett amerikanskt skivbolag som ägs av Time Warner och fungerar som en uppdelning av New Line Cinema. Skivbolaget var från början helt inriktade på att ge ut soundtrackalbum, men har numera vuxit ifrån detta syfte och byggt upp en katalog med flera indierock-artister som bland andra The Sounds, Office, Robbers on High Street, The Sights och Midnight Movies. Skivbolaget distribueras av Alternative Distribution Alliance, en uppdelning av Warner Music Group.

## Signerade artister
- 60 Channels
- The Anti-Backpack Movement
- Echo
- Eugene
- Albert Hammond Jr.
- IMx
- Midnight Movies
- Paris, Texas
- Robbers on High Street
- The Sounds
- The Blank Theory